# Campeonato Mundial de Mini-Estrella de AAA
El Campeonato Mundial de Mini-Estrella de AAA (AAA World Mini-Estrella Championship en inglés) fue un campeonato de lucha libre profesional promovido por Lucha Libre AAA Worldwide (AAA). El campeonato fue creado el 14 de septiembre de 2008 y presentado en la final del torneo de Verano de Escándalo. El último campeón fue Dinastía, quien ostentó el título durante 3 años y siete meses. Tras su salida de la empresa, el 5 de noviembre de 2022, el campeonato quedó vacante y fue desactivado por la compañía ese mismo día.

## Historia
El Campeonato Mundial de Mini-Estrella de AAA fue creada en 2008 como el punto focal de la división Mini-Estrellas de AAA. El primer campeón fue Mini Charly Manson que ganó un torneo de Campeonato Mini-Estrella cuando derrotó a Mini Abismo Negro y Octagoncito en la final del torneo que tuvo lugar en el Verano de Escándalo espectáculo el 14 de septiembre de 2008. Mini Charly Manson no lo hizo defender el título durante más de un año, debido principalmente a sufrir dos lesiones separadas que lo pusieron en la lista de lesionados durante la mayor parte del año.

## Campeones
El Campeonato Mundial de Mini-Estrella de AAA es el campeonato secundario de la empresa, creado en 2008 en un torneo. Desde esto, ha habido 6 distintos campeones oficiales, repartidos en 7 reinados en total.
El reinado más largo en la historia del título le pertenece a Dinastía, quien mantuvo el campeonato por 1558 días entre los años 2013, 2014, 2015, 2016 y 2017, y realizó más de 4 defensas exitosas antes de ser derrotado por Mini Psycho Clown, un récord absoluto en la historia de cualquier campeonato secundario. Por otro lado, un luchador han tenido reinado de menos de 200 días: Mini Abismo Negro en 2009, con tan solo 177 días de duración.
Por último, el campeón más joven en la historia es Mini Charly Manson, quien a los 21 años derrotó a Mini Abismo Negro y Octagoncito. en Verano de Escándalo. En contraparte, el campeón más viejo es Mini Psicosis, quien a los 44 años derrotó a Octagoncito por el título en la edición del 2011 en AAA Sin Límite. En cuanto al peso de los campeones, Mini Abismo Negro es el más pesado con 75 kilogramos, mientras que Octagoncito es el más liviano con 62 kilogramos.
Por último, Dinastía es el luchador que más reinados posee con 2.

### Lista de campeones
| N.º | Campeón            | Lucha                    | Lucha                     | Lucha                     | Estadísticas | Estadísticas | Notas y referencias |
| N.º | Campeón            | Fecha                    | Evento                    | Ubicación                 | Reinado      | Días         | Notas y referencias |
| --- | ------------------ | ------------------------ | ------------------------- | ------------------------- | ------------ | ------------ | --- |
| 1   | Mini Charly Manson | 14 de septiembre de 2008 | Verano de Escándalo       | Zapopan, Jalisco          | 1            | 453          | Derrotó a Mini Abismo Negro y Octagoncito.                                                                                    |
| 2   | Mini Abismo Negro  | 11 de diciembre de 2009  | Guerra de Titanes         | Ciudad Madero, Tamaulipas | 1            | 177          | [ 3 ] |
| 3   | Octagoncito        | 6 de junio de 2010       | Triplemanía XVIII         | Ciudad de México          | 1            | 325          | Derrotó a Mini Abismo Negro, Mascarita Divina, La Parkita, Mini Charly Manson, Mini Histeria y Mini Psicosis en un TLC Match. |
| 4   | Mini Psicosis      | 27 de abril de 2011      | AAA Sin Límite            | Zacapoaxtla, Puebla       | 1            | 663          | [ 5 ] |
| 5   | Dinastía           | 18 de febrero de 2013    | AAA Sin Límite            | Irapuato, Guanajuato      | 1            | 1558         | [ 6 ] |
| 6   | Mini Psycho Clown  | 26 de mayo de 2017       | Lucha Libre AAA Worldwide | Ciudad de México          | 1            | 659          | [ 7 ] |
| 7   | Dinastía           | 16 de marzo de 2019      | AAA Vive Latino           | Ciudad de México          | 1            | 1330         | Derrotó a Mini Psycho Clown, Mini Monster Clown, Mini Murder Clown y La Parkita Negra.                                        |
| —   | Vacante            | 5 de noviembre de 2022   | –                         | –                         | –            | –            | El título quedó vacante cuando Dinastía salió de la empresa.                                                                  |
| —   | Desactivado        | 5 de noviembre de 2022   | –                         | –                         | –            | –            | El título fue abandonado. |

### Total de días con el título
La siguiente lista muestra el total de días que un luchador logró poseer el campeonato, si se suman todos los reinados que posee.
| N.º | Campeón            | Reinados | Total de días |
| --- | ------------------ | -------- | ------------- |
| 1   | Dinastía           | 2        | 2888          |
| 2   | Mini Psicosis      | 1        | 663           |
| 3   | Mini Psycho Clown  | 1        | 659           |
| 4   | Mini Charly Manson | 1        | 453           |
| 5   | Octagoncito        | 1        | 325           |
| 6   | Mini Abismo Negro  | 1        | 177           |

### Mayor cantidad de reinados
| Reinados | Luchador (es) |
| -------- | ------------- |
| 2 veces  | Dinastía      |